# KTM
KTM-Sportmotorcycle AG je avstrijski proizvajalec motornih koles. Podjetje je bilo ustanovljeno leta 1992, vendar segajo zametki v leto 1934, ko je avstrijski inženir Johann (Hans) Trunkenpolz odprl delavnico Kraftfahrzeug Trunkenpolz Mattighofen - KTM. Leta 1937 je začel prodajati motocikle DKW, naslednje leto pa avtomobile Opel. Po vojni, leta 1951, je zgradil prvi motocikel R100. 
Podjetje je znano po motokros (izvencestnih) motorjih, v zadnjem času so začeli proizvajati tudi cestne motorje, načrtujejo tudi športni avtomobil.

## Galerija
- KTM Duke 620 - prvi supermoto podjetja KTM
- KTM 990 Duke
- KTM 690 Duke
- 125 cc cestni dirkalnik od Mika Kallio
- Enduro
- KTM 640
- Supermoto
- KTM 660 SMC

## Motorna kolesa
- 50 SX Mini
- 65 SX
- 85 SX
- 105 sx
- 125 SX
- 150 SX
- 125 EXC
- 250 EXC
- 250 SX-F
- 300
- 350 EXC
- 400 EXC Racing
- 450 EXC
- 500 EXC

520 EXC
- 525 XC ATV
- 625 SMC
- 640 SMC
- 640 ADV
- 660 SMC
- 690 Enduro, 690 Enduro R, 690 SMC, 690 SMC R
- KTM 950 Super-Enduro R
- 950 Adventure, 950 Adventure S
- 990 SMR
- 990 SMT
- 990 Adventure, 990 Adventure S, 990 Adventure R
- 1190 RC8
- 1190 Adventure, 1190 Adventure R
- 200 Duke, 390 Duke, 690 Duke, 990 Super Duke R, 1290 Super Duke R[3]
- RC 125
- RC 200
- RC 390